# Кокама
Кокама (Cocama, Cocama-Cocamilla, Huallaga, Kokama, Kokáma, Pampadeque, Pandequebo, Ucayali, Xibitaoan) — почти исчезнувший индейский язык, который распространён на территориях рек Мараньон, Уайага и Укаяли на северо-западе Перу, в общинах Терра-Инджижена-Акапури-де-Сима, Терра-Иджижена-Кокама, Терра-Инджижена-Эваре I, Терра-Инджижена-Эспириту-Санту региона Солимойнс штата Амазонас в Бразилии, на острове Ронда на реке Амазонка напротив города Летисия, в городе Летисия, и в деревнях муниципалитетов Наранхалес, Пальмерас и Сан-Хосе в Колумбии.

## Диалекты
У кокама выделится три диалекта: кокама, кокамилья и шибитаона. В 1999 году диалект кокамилья считался умирающим, на нём говорили люди старше 40 лет. Этническое население составляет 15000 человек, из которых большинство кокама — 2000 человек — проживают в Перу. Остальные носители живут в штате Амазонас, где 50 из 411 этнических чаяуита говорят на нём, и они известны как кокама или кокамилья. Большинство кокама трёхъязычны (испанский, португальский, кокама), а также могут говорить на испанском и португальском языках. Очень многие из них одноязычны (монолингвы). Это 20 групп в ареале реки Нижняя Путумайо в Колумбии с неизвестным числом носителей кокама-кокамилья. Большинство ожидаемых носителей трёхъязычны, но в этом регионе их язык может исчезнуть.